# Johann Hermann Bauer
Johann Hermann Bauer (23. června 1861 Kotopeky – 5. dubna 1891 Görz) byl rakouský šachový mistr z poloviny českého původu.
Jeho otec byl majitelem statku v Kotopekách a později formálně vzdělaným malířem v Praze. Jeho matka Eleonora byla starší sestrou českého skladatele Josefa Richarda Rozkošného. Jako mladík se Bauer usadil ve Vídni a získal šachový mistrovský titul ve Frankfurtu roku 1887 (5. kongres DSB, Hauptturnier A). Jeho nejlepším turnajovým úspěchem byl Štýrský Hradec 1890 (+3 –0 = 3), kde skončil na druhém místě za Gyulou Makovetzem a před Emanuelem Laskerem a Georgem Marcem. V roce 1891 se během dvoukolového turnaje ve Vídni zdravotně zhroutil v době, když turnaj spolu s Adolfem Albinem vedl. Brzy poté ve věku 29 let zemřel na tuberkulózu.
Vyhrál zápasy proti Bernhardu Fleissigovi (2 : 0) v roce 1890, Albinovi (4 : 0) a Marcovi (3 : 1), oba v roce 1891.
J. H. Bauer je dnes známý hlavně tím, že v Amsterdamu 1889 prohrál s Emanuelem Laskerem po brilantní oběti dvou střelců. Typ kombinace provedené v partii se nazývá Lasker-Bauer.